# Cuero y Caicedo (Trolebús de Quito)

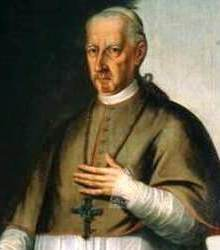
José de Cuero y Caicedo, obispo de la ciudad y presidente del Estado de Quito (1811-1812).

Cuero y Caicedo es la trigésimo primera parada del Corredor Trolebús, al norte de la ciudad de Quito. Se encuentra ubicada sobre la avenida 10 de Agosto, intersección con Cuero y Caicedo, en la parroquia de Iñaquito. Fue construida durante la administración del alcalde Jamil Mahuad Witt, quien la inauguró el 21 de diciembre de 1996, dentro del marco de la tercera etapa operativa del sistema, que venía funcionando desde marzo únicamente hasta la parada Colón.
Toma su nombre de la calle aledaña, que conecta la ciudad en sentido latitudinal y hace honor a José de Cuero y Caicedo, obispo de la ciudad entre 1801 y 1815, además de haber sido presidente del Estado de Quito entre 1811 y 1812 (la primera nación realmente independiente que surgió en los territorios de la Real Audiencia de Quito), lo que le convierte en un prócer de la independencia ecuatoriana. La parada sirve al sector circundante, en donde se levantan locales comerciales, agencias bancarias y varios edificios de apartamentos y oficinas, por ello su icono representa la estola con 2 cruces, haciendo referencia al obispo Cuero y Caicedo.